# Nudelman-Rikhter NR-23
O Nudelman-Rikhter NR-23 é um canhão automático soviético amplamente utilizado em aeronaves militares da União Soviética e do Pacto de Varsóvia. Foi projetado por A. E. Nudelman e A.A. Rikhter para substituir as armas Nudelman-Suranov NS-23 e VYa, entrando em serviço no ano de 1949.
O NR-23 é um canhão de único canode 23 mm (0.90 in) de operado por recuo curto. Era similar ao NS-23, mas melhorias na parte mecânica aumentou sua cadência de tiros em mais de 50%. A cadência teórica era de 850 tiros por minuto, entretanto, em testes da Força Aérea dos Estados Unidos em armas capturadas a cadência foi de apenas 650 tiros por minuto.
O NR-23 foi posteriormente substituído pelo canhão automático Afanasev Makarov AM-23 que tinha uma maior cadência de tiros. O AM-23 foi usado em torres para defesa em bombardeiros. Era uma arma operada por gás, com um peso de 43 kg (95 lb) e capaz de disparar 1200 a 1300 tiros por minuto.
A República Popular da China produz cópias de mabas as versões, designadas Norinco 23-1 (NR-23) e 23-2 (AM-23), respectivamente.

## Aplicações
- Caças:
  - MiG-15
  - MiG-17
  - MiG-19
  - Lavochkin La-15
- Bombardeiros/Outros aviões:
  - Ilyushin Il-28
  - Beriev Be-6
  - Antonov An-12B
  - Myasishchev M-4
  - Tupolev Tu-14
  - Tupolev Tu-16
  - Tupolev Tu-95/Tu-142
  - Tupolev Tu-98

Em uma das aplicações mais bizarras, testemunhos atestam que uma arma Nudelman-Rikhter, ou uma 23 mm ou a de 30 mm, foi instalado nas variantes militares do Almaz das estações espaciais do Programa Salyut.
Considerando a grande gama de usuários e várias aeronaves que utilizaram esta arma, foi provavelmente o canhão mais usado em aeronaves de sua época. O mecanismo do NR-23 era alterado para produzir uma arma mais potente, a NR-30 de 30 mm, utilizada no MiG-19 e alguns MiG-21.